# Triều Tiên Cao Tông
Triều Tiên Cao Tông (Hangul: 조선 고종; Hanja: 朝鮮高宗; RR: Gojong; MR: Kojong, 1852 - 1919) là vị vua thứ 26 và cũng là vị vua đầu tiên của nhà Triều Tiên xưng danh hiệu Hoàng đế vì lúc này nhà Thanh đã suy yếu, trong khi các vua trước của Triều Tiên chỉ xưng Vương. Ông cho đổi tên nước thành Đế quốc Đại Hàn năm 1897 và xưng là Hoàng đế, trở thành Hoàng đế đầu tiên của Đế quốc Đại Hàn và lấy niên hiệu là Quang Vũ. Đế quốc Đại Hàn của ông chỉ tồn tại 2 đời Hoàng đế: ông, và người kế nhiệm của ông - Triều Tiên Thuần Tông. Vợ của ông là Minh Thành Hoàng hậu (Myeongseong), đã đóng một vai trò tích cực trong chính trị Triều Tiên cho đến khi bà bị người Nhật ám sát.
Cao Tông đã chứng kiến phần lớn những năm cuối cùng của chế độ quân chủ Triều Tiên. Ông sinh ra trong Hoàng tộc Triều Tiên, và lần đầu tiên lên ngôi vào ngày 13 tháng 12 năm 1863 khi mới 12 tuổi. Cha ruột của ông là Lý Hạ Ưng (được biết đến rộng rãi là Hưng Tuyên đại viện quân), đã làm nhiếp chính cho đến khi ông đến tuổi trưởng thành, mặc dù ông vẫn tiếp tục nắm quyền cho đến năm 1874. Vào thời điểm này, Triều Tiên đang áp dụng chính sách bế quan toả cảng nghiêm ngặt. Ngược lại, Nhật Bản đã nhanh chóng hiện đại hóa dưới thời Minh Trị duy tân. Năm 1876, Nhật Bản đã mở cửa Triều Tiên và bắt đầu quá trình kéo dài hàng thập kỷ để đưa bán đảo vào phạm vi ảnh hưởng của riêng mình. Trong vài thập kỷ tiếp theo, Triều Tiên rất bất ổn và phải chịu một số cuộc xâm lược của nước ngoài. Các sự kiện như Sự cố Imo năm 1882, Đảo chính Kapsin năm 1884, Phong trào nông dân Đông Học năm 1894–1895, và vụ ám sát vợ ông năm 1895 đã xảy ra trong thời gian ông trị vì. Tất cả những sự cố này đều liên quan đến các thế lực nước ngoài.
Trong khi đó, Cao Tông cố gắng củng cố quyền kiểm soát, tìm kiếm sự hỗ trợ từ nước ngoài và hiện đại hóa đất nước để giữ cho Triều Tiên độc lập. Ông đã khởi xướng Cải cách Gwangmu, nhằm cải thiện quân đội, công nghiệp và giáo dục, và đã đạt được một số thành công. Những cải cách này được một số bộ phận trí thức Triều Tiên coi là không đủ, đặc biệt là Câu lạc bộ Độc lập, mà Cao Tông lúc đầu đã dung thứ nhưng cuối cùng đã bãi bỏ vào năm 1898. Sau khi Nhật Bản đánh bại Đế chế Đại Thanh trong Chiến tranh Trung-Nhật lần thứ nhất 1894–1895, Đại Thanh đã mất quyền bá chủ đối với Triều Tiên, mà họ đã nắm giữ trong nhiều thế kỷ. Năm 1897, ngay sau khi trở về từ nơi lẩn trốn tại phái trú sư Nga ở Seoul, Cao Tông tuyên bố thành lập Đế chế Đại Hàn độc lập và trở thành hoàng đế đầu tiên của đế chế này. Hành động của Cao Tông đã khiến Nhật Bản tức giận. Sau khi Nhật Bản đánh bại Nga trong Chiến tranh Nga-Nhật 1904–1905, cuối cùng Nhật Bản đã trở thành cường quốc duy nhất trong khu vực và đẩy nhanh tốc độ sáp nhập Triều Tiên. Hai tháng sau chiến thắng, Triều Tiên dưới thời Cao Tông đã mất chủ quyền ngoại giao trong Hiệp ước Nhật-Triều, 1905, được ký bởi 5 bộ trưởng Đại Hàn. Cao Tông từ chối ký và đã cố gắng đưa hiệp ước này ra trước cộng đồng quốc tế và thuyết phục các cường quốc hàng đầu về tính bất hợp pháp của hiệp ước, nhưng không thành công.
Cao Tông đã bị Nhật Bản buộc phải thoái vị vào ngày 20 tháng 7 năm 1907 và được thay thế bởi con trai ông là Thái tử Long Hy. Sau đó, ông bị giam giữ tại cung điện Deoksugung. Ông đã thực hiện nhiều nỗ lực trốn thoát và thành lập chính phủ lưu vong ở nước ngoài, nhưng đều không thành công. Triều Tiên chính thức trở thành thuộc địa của Nhật Bản vào năm 1910 và gia đình hoàng gia Triều Tiên chính thức được sáp nhập vào Hoàng gia Nhật Bản. Cao Tông qua đời vào ngày 21 tháng 1 năm 1919, tại cung điện của mình, trong điều kiện mà khi đó vẫn được coi là đáng ngờ ở Triều Tiên. Nguyên nhân chính thức gây ra cái chết là xuất huyết não nhưng vẫn có tin đồn rằng Cao Tông đã bị Nhật Bản đầu độc. Cái chết của ông là chất xúc tác trực tiếp cho Phong trào 1 tháng 3, từ đó thúc đẩy phong trào giành độc lập của Triều Tiên.
Cao Tông là vị Thái thượng hoàng đầu tiên và cũng là duy nhất của nhà Triều Tiên.

## Cuộc sống đầu đời
Lý Hy sinh ngày 25 tháng 7 năm 1852, tại Jeongseonbang (정선방; 貞善坊), Seoul, Joseon. Ông sinh ra trong Hoàng tộc Lý, và là con trai của Lý Hạ Ưng và Phu nhân Min. Sau khi Vua Triết Tông qua đời mà không có con trai, gia tộc Andong Kim có ảnh hưởng đã đề cử Lý Hy lên ngôi. Lý Hy trở thành Thái tử, ngay trước khi ông đăng quang. Ông vào cung vào ngày 9 tháng 12 năm 1863, và cha và mẹ ông được phong tước đại viện quân.
Cha của ông là con trai thứ tư của Nam Diên quân Lý Cầu (李球), hậu duệ đời thứ 7 của Lân Bình Đại Quân (麟坪大君) - con trai thứ ba của Triều Tiên Nhân Tổ. Gia tộc họ Lý của ông được gọi theo nhánh là Toàn Châu Lý thị (全州李氏; 전주이씨), rất có thế lực ở Toàn Châu.

## Cai trị

### Giai đoạn đầu
Cao Tông Hoàng Đế tên húy là Lý Mệnh Phúc (Hangul: 이명복; Hanja: 李命福), sau đổi thành Lý Hi (Hangul: 이희; Hanja: 李㷩), là con trai của Hưng Tuyên Đại viện quân Lý Thị Ứng và Ly Hưng phủ Đại Phu nhân Mẫn thị. Ra đời năm 1852 ở kinh đô Hán Thành, Cao Tông đăng cơ khi mới chỉ là đứa trẻ 11 tuổi khi Triết Tông Đại vương qua đời năm 1863. Do lên ngôi khi còn nhỏ, thân phụ của Cao Tông là Hưng Tuyên Đại viện quân nắm quyền nhiếp chính và quyết định những vấn đề hệ trọng.
Sau khi nắm quyền, Hưng Tuyên Đại viện quân khởi xướng và thi hành các chính sách bắt bớ và đàn áp đối với người theo Thiên Chúa giáo cũng như người Tây Dương trên lãnh thổ Triều Tiên. Những sự đàn áp này đã dẫn tới sự xâm lấn và can thiệp của người Pháp và người Mỹ trong các năm 1866 và 1871. Những năm đầu triều đại của Cao Tông, triều đình bắt đầu xây dựng lại Cảnh Phúc cung (Gyeongbok), vốn đã bị phá hủy trong cuộc xâm lược Triều Tiên của Nhật Bản cuối thế kỉ 16. Tuy nhiên, sự kiện đáng chú ý nhất trong thời gian Hưng Tuyên Đại viện quân nắm thực quyền, chính là sự tranh chấp quyền lực giữa các phe phái trong triều, nhất là An Đông Kim thị đã hoàn toàn chấm dứt, sau khi quyền lực phần lớn được thu về trong tay Đại viện quân.
Năm 1873, Cao Tông đã 21 tuổi và tuyên bố thân chính, Hưng Tuyên Đại viện quân chính thức lui về về năm sau. Ngay sau khi Cao Tông chính thức nắm quyền, Vương hậu Minh Thành nhanh chóng trở thành một quyền lực mới trong triều đình, đưa những người họ hàng của mình vào những chức vụ bên cạnh vua. Điều này làm Hưng Tuyên Đại viện quân vô cùng tức giận, một số người trong Vương tộc, cũng như một số quan lại thuộc phái Nam nhân, thậm chí đã âm mưu tiến hành chính biến.

### Áp lực từ ngoại bang và những hiệp ước bất bình đẳng
Về cuối thế kỉ 19, căng thẳng giữa triều Thanh Trung Quốc và Đế quốc Nhật Bản đang trỗi dậy, trở nên leo thang, cuối cùng đã dẫn đến Chiến tranh Trung - Nhật lần thứ nhất (1894 - 1895). Phần lớn thời gian của cuộc chiến này đã diễn ra trên lãnh thổ của Triều Tiên. Nhật Bản, sau cuộc Duy tân Minh Trị, áp dụng các biện pháp quân sự tân tiến của phương Tây, đã trở nên lớn mạnh và bắt ép Triều Tiên kí Hiệp ước Giang Hoa năm 1876. Theo đó, Nhật Bản nắm các quyền lợi về đánh bắt hải sản, khai thác quặng sắt cũng như là các tài nguyên khác trên đất Triều Tiên. Điều này dẫn đến sự hiện diện kinh tế ngày càng mạnh mẽ của Nhật Bản trên bán đảo, dẫn đến sự bành trướng của Đế quốc Nhật Bản tại Đông Á sau này.
Cuộc xâm lược của thực dân Pháp năm 1866 và Mỹ năm 1871, cùng với vụ tàu chiến Unyo (Vân Dương) của Nhật Bản, đã khiến cho cả triều đình Triều Tiên, trong đó có vua Cao Tông, cảm thấy áp lực ngày càng lớn đang chèn ép lên đất nước.
Hiệp ước Giang Hoa, trở thành hiệp ước bất bình đẳng đầu tiên mà Triều Tiên phải kí với ngoại bang, tạo ngoại quyền to lớn cho người Nhật Bản trên lãnh thổ Triều Tiên và đã ép buộc Triều Tiên mở cửa ba hải cảng, bao gồm Busan, Incheon và Wonsan cho tự do buôn bán với ngoại quốc, nhất là Nhật Bản. Sau Hiệp ước này, Triều Tiên dần trở thành con mồi ngon cho những thế lực hùng mạnh khác, cũng như dẫn đến sự chiếm đóng hoàn toàn của Nhật Bản sau này.

### Nhâm Ngọ quân loạn và Giáp Thìn Chính biến
Trước những áp lực mới từ ngoại bang, vua Cao Tông bắt đầu phải trông cậy vào những đội quân Byeolgigun (Biệt Kĩ quân) được trang bị và huấn luyện kiểu mới, hiện đại hơn do các cố vấn Nhật đào tạo và huấn luyện. Trong khi đó, những binh lính kiểu cũ, vốn chỉ được trang bị lạc hậu với gươm, giáo và súng hỏa mai; chế độ lương bổng vốn đã thấp, hay bị nợ lương nay càng trở nên bất mãn với việc chế độ đãi ngộ tiếp tục bị hạ thấp và khi nhà vua không còn tin dùng họ. Những mâu thuẫn này, cộng với nguyên nhân trực tiếp là sự việc lương ăn của binh lính kiểu cũ bị trộn lẫn gạo với cát cuối cùng đã dẫn đến sự kiện Nhâm Ngọ Quân loạn năm 1882 khi các binh lính kiểu cũ nổi loạn, tấn công cung điện, thậm chí chiếm giữ Xương Đức Cung; xử tử nhiều quan lại ủng hộ cải cách và thậm chí cố tìm giết cả Minh Thành Vương hậu - nhưng bà đã may mắn. Một số người Nhật cũng bị giết trong sự kiện này, trong đó có cả tùy viên quân sự Nhật là Horimoto Reijo - người trực tiếp lãnh đạo và huấn luyện Byeolgigun.
Nhà Thanh lúc này can thiệp qua sự cầu viện của Minh Thành Vương hậu, với việc tướng Viên Thế Khải đem quân tràn vào Triều Tiên và bắt Hưng Tuyên Đại viện quân đem về Bắc Kinh trước khi trả ông về nước sau đó 4 năm (1886).
Ngày 4 tháng 12 năm 1884, năm cuộc khởi binh đã mở đầu cho Chính biến Giáp Thìn. Những lực lượng tham gia chính biến là những binh lính thuộc nhóm duy tân, khởi binh nhằm muốn hạ bệ vua Cao Tông và Vương hậu Minh Thành, chấm dứt ảnh hưởng của nhà Thanh lên Triều Tiên và cải cách đất nước theo hướng của Nhật Bản. Tuy nhiên, cuộc binh biến thất bại chỉ sau ba ngày. Một số người cầm đầu chính biến, trong đó có Kim Ngọc Vận (Kim Okgyun, Hangul: 김옥균; Hanja: 金玉均), đã phải lưu vong đến Nhật Bản. Những người còn lại đều đã bị xử tử.

### Khởi nghĩa nông dân
Cuộc sống của nông dân Triều Tiên thế kỉ 19 trở nên vô cùng khó khăn và bần cùng. Người nông dân phải sống trong cảnh nghèo đói, trong những túp lều lụp xụp bên những con đường đầy bùn đất dơ bẩn. Nạn đói, sự nghèo khổ, sưu cao thuế nặng và tình trạng tham nhũng của quan lại đã đẩy người nông dân Triều Tiên lúc này vào cảnh khốn cùng. Chính những điều này đã khiến người nông dân đứng lên khởi nghĩa, mà một trong những cuộc khởi nghĩa lớn nhất đã diễn ra là cuộc khởi nghĩa lãnh đạo bởi Hồng Cảnh Lai (Hong Gyeong-nae, Hangul: 홍경래; Hanja: 洪景來) ở đạo Bình An trong những năm 1811 - 1812 dưới triều vua Thuần Tổ.
Năm 1894, một cuộc đại khởi nghĩa khác bùng nổ. Đại khởi nghĩa Đông Học, do Toàn Bồng Chuẩn lãnh đạo, chủ trương chống lại chính quyền phong kiến nhà Triều Tiên, chống tầng lớp lưỡng ban cũng như chống ngoại bang, đã gây ra rất nhiều khó khăn cho triều đình. Để dẹp cuộc khởi nghĩa này, vua Cao Tông đã phải nhờ tới sự trợ giúp của nước ngoài, chủ yếu là Trung Quốc. Nhà Thanh đưa quân vào đánh dẹp, cuộc khởi nghĩa nhanh chóng bị dập tắt, nhưng những hậu quả mà nó đem lại là rất to lớn. Triều Tiên ngày càng rơi sâu vào trong vòng bảo hộ của Đế quốc Nhật Bản. Cuộc cách mạng tuy đã chấm dứt, nhưng những mối bất bình của nông dân sau này đã được để tâm tới trong cuộc Giáp Ngọ Duy tân sau này.

### Vụ ám sát Minh Thành Vương hậu
Năm 1895, Vương hậu Minh Thành đã bị ám sát bởi các điệp viên Nhật Bản. Tướng Nhật Bản, Miura Goro, là người đã chỉ đạo cuộc ám sát này. Trước đó, Vương hậu đã có mưu tính việc đưa Triều Tiên ra khỏi vòng kiềm tỏa của Nhật Bản bằng cách tìm kiếm những sự giúp đỡ từ Đế quốc Nga và Trung Quốc. Biết được ý định này, Nhật Bản đã ra tay trước, đưa điệp viên xâm nhập Cảnh Phúc cung và ám sát Vương hậu ngay trong cung điện.

### Quan điểm kháng Nhật
Sau khi Nhật Bản giành chiến thắng trong cuộc Chiến tranh Trung - Nhật lần thứ nhất (1895) và ngày càng ảnh hưởng nhiều hơn vào nội chính Triều Tiên, trào lưu chống Nhật trỗi dậy. Giáp Ngọ Duy tân cũng như vụ ám sát Vương hậu Minh Thành, càng làm gia tăng thêm sự bất bình của người dân Triều Tiên đối với quân Nhật. Những học giả Khổng giáo, cùng với những người nông dân, thành lập hơn 60 đội nghĩa quân để chiến đấu cho độc lập dân tộc. Đây là một sự kế thừa từ cuộc khởi nghĩa Đông Học trước đó, và sau này được tiếp nối bởi liên tiếp những trào lưu kháng Nhật của người Triều Tiên.

### Cuộc tị nạn của Hoàng gia tại Công sứ Nga
Sau những biến loạn trong nước, vua Cao Tông lo sợ trước sự lấn quyền của người Nhật, cũng như lo lắng về những cuộc đảo chính sẽ lần nữa đe dọa sự an nguy của mình. Một viên quan thân Nga, Lý Phạm Tấn (Yi Beom-jin, Hangul: 이범진; Hanja: 李範晋) cùng công sứ Nga tại Triều Tiên là Karl Ivanovich Weber đã sắp xếp cho nhà vua cùng Thái tử Lý Chước dời từ Cảnh Phúc cung đến trú ở Công sứ Nga tại Seoul. Từ đây, nhà vua đã tị nạn và điều hành mọi công việc quốc gia trong khoảng thời gian hơn một năm, từ ngày 11/2/1896 đến ngày 20/2/1897.

### Đế quốc Đại Hàn

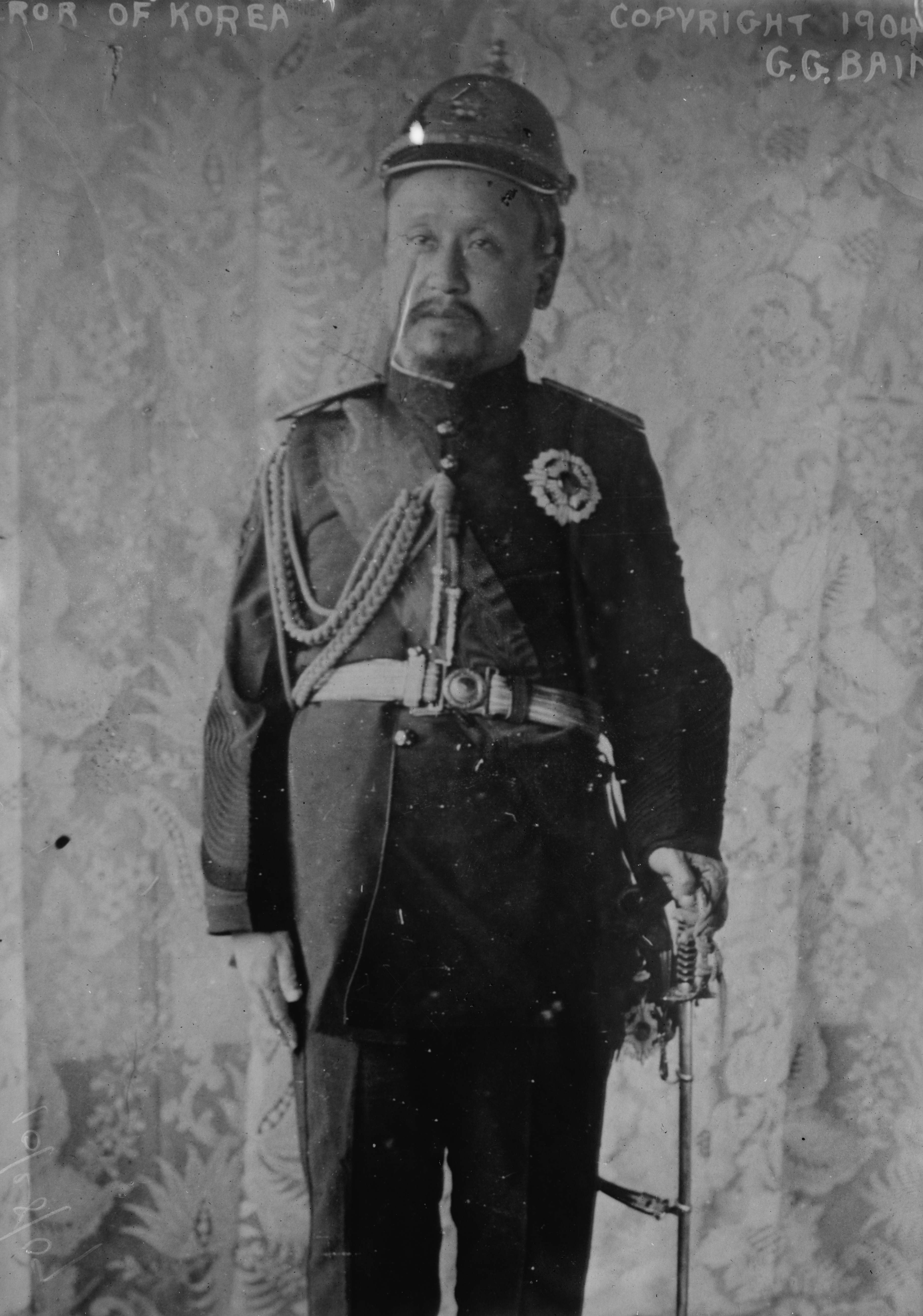
Cao Tông năm 1904

Đầu năm 1897, vua Cao Tông rời Công sứ Nga về lại cung Khánh Vận (Gyeongun-gung, 경운궁, 慶運宮, nay có tên là Đức Thọ cung) và hạ lệnh tu sửa, mở rộng cung điện này. Với ý muốn độc lập, tự cường cho nước Triều Tiên, tháng 10 cùng năm, vua Cao Tông tự xưng làm Hoàng đế, đặt niên hiệu là Quang Vũ (Gwangmu, 광무, 光武), chính thức thành lập Đế quốc Đại Hàn. Điều này chấm dứt sự lệ thuộc trên danh nghĩa của vua Triều Tiên vào Hoàng triều nhà Thanh của Trung Quốc, từ khi Triều Tiên thừa nhận bá quyền của Đại Thanh sau khi triều Minh sụp đổ vào thế kỉ 17. Việc thành lập Đế quốc Đại Hàn, thể hiện ý thức ngang hàng của Hoàng triều Triều Tiên với nhà Thanh Trung Quốc, chấm dứt quyền bá chủ trên danh nghĩa của Hoàng đế nhà Thanh ở Đông Á.

Sau khi đăng cơ làm Hoàng đế, Cao Tông cố gắng thúc đẩy cuộc Quang Vũ Duy tân. Năm 1904 - 1905, Đế quốc Nhật Bản tiếp tục giành thắng lợi trong Chiến tranh Nga - Nhật. Cùng lúc đó, Nhật Bản kí với Triều Tiên hiệp ước bảo hộ, tước đi quyền độc lập của Đế quốc Đại Hàn. Năm 1907, Hoàng đế Cao Tông gửi đại diện của mình đến Hội nghị hòa bình Hague để cố gắng lấy lại quyền thống trị tối cao của mình tại Triều Tiên. Các đại biểu của Nhật Bản đã ngăn chặn những đại diện Triều Tiên đến Hội nghị, nhưng những đại diện này không từ bỏ nhiệm vụ của mình, mà sau đó tham gia những cuộc phỏng vấn trước báo giới. Một trong số đại diện Triều Tiên đã cảnh báo trước tham vọng bá quyền của Nhật Bản tại Viễn Đông: 
" Nước Mỹ không nhận ra được chính sách của Nhật Bản tại Viễn Đông và không biết những chính sách này báo trước điều gì. Người Nhật đã áp đặt một chính sách sẽ giúp họ có được sự kiểm soát về thương mại và công nghiệp ở Viễn Đông. Nhật Bản rất cay cú với người Mỹ và cả với người Anh. Nếu Mỹ không chú ý đến Nhật Bản, chính họ sẽ làm cho người Mỹ và người Anh phải biến khỏi Viễn Đông."
Dần trở nên khó kiểm soát, Hoàng đế Cao Tông bị người Nhật buộc phải thoái vị. Thái tử Lý Chước được lập lên thay thế và trở thành Hoàng đế Thuần Tông, vị Hoàng đế cuối cùng của Đại Hàn Đế quốc.

### Sau khi thoái vị
Sau khi bị bức rời khỏi ngai vàng, Cao Tông đã bị quản thúc tại cung Khánh Vận, sau đó, cung điện này bị đổi tên thành Đức Thọ cung. Ngày 22/8/1910, Đại Hàn Đế quốc bị sáp nhập vào Đế quốc Nhật Bản, theo đó, Hoàng đế Thuần Tông cũng bị truất phế khỏi ngai vàng. Cao Tông sau đó băng hà vào ngày 21/1/1919 tại Đức Thọ cung ở tuổi 66. Ngay sau khi Cao Tông băng hà, người ta cho rằng ông đã bị giết hại bởi người Nhật. Điều này đã làm dấy lên Tam Nhất Vận động (cuộc vận động ngày 1/3), chống lại sự cai trị của người Nhật.
Cao Tông được táng tại Hồng Lăng (Hongneung, 홍릉, 洪陵) cùng với Vương hậu, ngày nay thuộc thành phố Namyang. Ông được truy tôn miếu hiệu là Cao Tông, thụy hiệu là Thống Thiên Long Vận Triệu Cực Đôn Luân Chính Thánh Quang Nghị Minh Công Đại Đức Nghiêu Tuấn Thuấn Huy Vũ Mô Thang Kính Ứng Mệnh Lập Kỉ Chí Hóa Thần Liệt Nguy Huân Hồng Nghiệp Khải Cơ Tuyên Lịch Can Hành Khôn Định Anh Nghị Hoằng Hưu Thọ Khang Văn Hiến Vũ Chương Nhân Dực Trinh Hiếu Hoàng đế.

## Gia đình
- Cha: Hưng Tuyên Đại Viện Quân (흥선대원군) (21 tháng 12 năm 1820 - 22 tháng 2 năm 1898)
- Mẹ: Đại Phu nhân họ Mẫn ở Li Hưng (여흥부대부인 민씨) (3 tháng 2 năm 1818 - 8 tháng 2 năm 1898)
- Phi tần:

1. Minh Thành Hoàng hậu họ Mẫn ở Li Hưng (명성황후 민씨, Myeongseong Hwanghu Min-sshi/민자영, Min Ja-yeong, Mẫn Từ Anh; 19 tháng 10 năm 1851 – 8 tháng 10 năm 1895): Sau khi chết được sắc phong làm 태황후 Thái Hoàng hậu. Con gái của Mẫn Trí Lộc (민치록, Min Chi-rok) và Thiềm Nhạc Lý (섬락리, Seom Nang-ni)
2. Thuần Hiến Hoàng Quý phi họ Nghiêm (귀비 엄씨, 5 tháng 1, 1854 – 20 tháng 7 năm 1911): Sau khi chết được sắc phong làm 순헌황귀비 (Thuần Hiến Hoàng Quý phi, Sunheon Hwang-Gwi-bi). Tên đầy đủ là Eom Seon-yeong (엄선영), con gái của Nghiêm Trấn Tam (엄진삼, Eom Jin-sam) và Tặng Tán Chính (증찬정, Jeung Chan-jeong)
3. Lý Quý nhân (Lý Thuận Nga) ở Vĩnh Bảo đường (영보당귀인 이씨, Yeongbo-dang Yi Gwi-in, 1847–1928)
4. Trương Quý nhân (귀인 장씨, Jang Gwi-in)
5. Lý Quý nhân (이완흥, Yi Wan-heung, Lý Hoàn Hưng) ở Quang Hoa đường (광화당귀인 이씨, Gwanghwa-dang Yi Gwi-in, 1887–1970)
6. Trịnh Quý nhân ở Bảo Hiền đường (보현당귀인 정씨, Bohyeon-dang Jeong Gwi-in)
7. Lương Quý nhân ở Phúc Ninh đường (복녕당귀인 양씨, Boknyeong-dang Yang Gwi-in, 1882–1929)
8. Lý Quý nhân ở Nội An đường (내안당귀인 이씨, Naean-dang Yi Gwi-in)
9. Thượng cung Kim Ngọc Cơ (김옥기, Kim Ok-gi) ở Tam Chúc đường (삼축당상궁 김씨, Samchuk-dang Kim Sang-goong, 1890–1972) - không có con
10. Kim Thượng cung ở Trinh Hòa đường (정화당상궁 김씨, Jeonghwa-dang Kim Sang-goong, 1871–?) - không có con
11. Liêm Cung nhân (상궁 염씨, Yeom Gung-in)
12. Từ Cung nhân (상궁 서씨, Seo Gung-in) - không có con
13. Kim Cung nhân (상궁 김씨, Kim Gung-in/김충연, Kim Chung-yeon) - không có con

- Hậu duệ:

1. Đích trưởng tử (1871, chỉ sống được 4 ngày): con trai cả của Minh Thành Hoàng hậu họ Mẫn ở Li Hưng
2. Hoàng Thái tử Lý Chước, (이척, Yi Cheok; 25 tháng 3 năm 1874 – 24 tháng 4 năm 1926): con trai thứ hai của Minh Thành Hoàng hậu họ Mẫn ở Li Hưng, con trai thứ ba của Cao Tông
3. Đích tam tử (1875, chỉ sống được 14 ngày): con trai thứ ba của Minh Thành Hoàng hậu họ Mẫn ở Li Hưng
4. Đích tứ tử (1878, chỉ sống được 105 ngày/khoảng 3 tháng, 2 tuần, và 1 ngày): con trai thứ tư của Minh Thành Hoàng hậu họ Mẫn ở Li Hưng
5. Thái tử Ý Mẫn (의민태자, Euimin Tae-ja; 20 tháng 10 năm 1897 – 1 tháng 5 năm 1970): con trai duy nhất của Thuần Hiến Hoàng Quý phi họ Nghiêm, con trai thứ bảy của Cao Tông. Dưới thời đế quốc được phong làm "Anh Thân vương" (영친왕, Yeong Chin-wang). Kết hôn với Nữ vương Masako Nashimotonomiya - con gái của Thủ chính vương Morimasa Nashimotonomiya của Nhật Bản
6. Hoàn Hòa quân (완화군, Wanhwa-gun/이선, Yi Seon, Lý Thiện; 16 tháng 4 năm 1868 – 12 tháng 1, 1880): con trai duy nhất của Quý nhân Lý Thuận Nga ở cung Vĩnh Bảo, con trai cả của Cao Tông. Dưới thời đế quốc, sau khi qua đời, được phong làm "Hoàn Thân vương" (완친왕, Wan Chin-wang)
7. Nghĩa Hòa quân (의화군, Euihwa-gun/이강, Yi Gang, Lý Cương; 30 tháng 3 năm 1877 – tháng 8 năm 1955): con trai duy nhất của Quý nhân họ Trương, con trai thứ năm của Cao Tông. Dưới thời đế quốc được phong làm "Nghĩa Thân vương" (의친왕, Ui Chin-wang). Kết hôn với Kim Đức Tu (김덕수, Kim Deok-su), tức Vương phi Đức Nhân, con gái của Bá tước Kim Sa-jun
8. Hoàng tử Lý Dục (이육, Yi Yook; 1914–1915/Có tài liệu nói rằng sống trong khoảng 1906–1908): con trai duy nhất của Quý nhân Lý Hoàn Hưng ở Quang Hoa đường
9. Hoàng tử Lý Ngu (이우, Yi Woo; 1915–1916): con trai duy nhất của Quý nhân họ Trịnh ở Bảo Hiền đường
10. Đích trưởng nữ (1873, chỉ sống được 222 ngày/khoảng 7 tháng, 1 tuần, và 5 ngày): con gái duy nhất của Minh Thành Hoàng hậu họ Mẫn ở Li Hưng
11. Thứ trưởng nữ (1871 - 1872): con gái duy nhất của Quý nhân Lý Thuận Nga ở cung Vĩnh Bảo
12. Ông chúa Đức Huệ (덕혜옹주, Deokhye Ong-ju; 25 tháng 5 năm 1912 – 11 tháng 4 năm 1989): con gái duy nhất của Quý nhân họ Lương ở Phúc Ninh đường, con gái thứ tư của Cao Tông. Kết hôn với Bá tước Takeyuki Sō - một quý tộc Nhật Bản của Tsushima.
13. Thứ tứ nữ (1879 - 1880): con gái duy nhất của Quý nhân họ Lý ở Nội An đường
14. Ông chúa Lý Văn Dung (이문용, Yi Mun-yong; 1900–1987): con gái duy nhất của Cung nhân họ Liêm

## Niên hiệu và thụy hiệu
- Vua Cao Tông của Triều Tiên (1863–1897)
- Quang Vũ Đại Hoàng đế của Đại Hàn Đế quốc (Daehan Jeguk Gwangmu Daehwangje, 1897–1907)
- Thái Hoàng đế của Đại Hàn Đế quốc (Daehan Jeguk Taehwangje, 1907–1910, sau khi bị chính phủ Nhật Bản ép thoái vị)
- Lý Thái vương của Đức Thọ cung (Deoksugung Yi Taewang, 1910–1919)